# Гершензон Злата Сергіївна
Злата Сергіївна Гершензо́н (нар. 14 серпня 1939, Київ) — український ентомолог, фахівець з молей, доктор біологічних наук (2000), лауреат премії імені І. І. Шмальгаузена НАН України (2017), провідний науковий співробітник Інституту зоології імені І. І. Шмальгаузена НАН України. Автор понад 80 наукових праць, зокрема 4 монографій, в тому числі 2 випусків з серії «Фауна України» (1974, 2013) і виданої в Нідерландах «The Yponomeutinae (Lepidoptera) of the World exclusive of Americas» (1998).
Дочка відомого українського науковця, академіка Сергія Михайловича Гершензона.

## Біографія
У 1957—1963 роках навчалася на біологічному факультеті Київського університету. Одночасно з 1957 року працювала на різних посадах в Інституті зоології НАН України. У 1964—1967 навчалася в аспірантурі цього Інституту, а з 1967 року продовжила працювати там молодшим науковим співробітником. У 1968 році захистила кандидатську дисертацію на тему «Горностаевые моли (Lepidoptera, Yponomeutidae) Центральной Лесостепи Украины». У 1978—2000 роках працювала в Інституті зоології старшим науковим співробітником. 1999 року захистила докторську дисертацію на тему «Молі-іпономеутиди (Yponomeutidae s. str.) Палеарктики (Фауна, систематика, екологія, особливості видоутворення)». У 2000 році отримала ступінь доктора наук і продовжує працювати в Інституті зоології провідним науковим співробітником.